# Tomosvaryella spinosa
Tomosvaryella spinosa är en tvåvingeart som beskrevs av Ale-rocha 1996. Tomosvaryella spinosa ingår i släktet Tomosvaryella och familjen ögonflugor. Inga underarter finns listade i Catalogue of Life.